# Australian Open 2014 – čtyřhra kvadruplegiků
Obhájcem titulu ve čtyřhře vozíčkářů na australském grandslamu byl americký pár David Wagner a Nicholas Taylor, který ale nestartoval společně, protože Taylor se rozhodl nezúčastnit. Wagner startoval s Britem Andrewem Lapthornem.
Vítězi se stali nejvýše nasazení britsko-američtí hráči Andrew Lapthorne a David Wagner, kteří ve finále zdolali australsko-jihoafrickou dvojici Dylan Alcott a Lucas Sithole po dvou setech 6–4 a 6–4. Pro oba to byla první společná grandslamová trofej. Andrewem Lapthorne tak obhájil titul.

## Nasazení párů
1. Andrew Lapthorne /  David Wagner (vítězové)
2. Dylan Alcott /  Lucas Sithole (finále)

## Pavouk
| Legenda                                                       |                                                                        |                                                   |
| - Q – kvalifikant - WC – divoká karta - LL – šťastný poražený | - Alt – náhradník - SE – zvláštní výjimka - PR/SR – žebříčková ochrana | - w/o – bez boje - r – skreč - d – diskvalifikace |

### Finále
| Finále |                               |   |   |  |
|        |                               |   |   |  |
|        |                               |   |   |  |
| 1      | Andrew Lapthorne David Wagner | 6 | 6 |  |
| 2      | Dylan Alcott Lucas Sithole    | 4 | 4 |  |